# ستانلي فاغنر (مزارع الكروم)
ستانلي فاغنر (بالإنجليزية: Stanley Wagner)‏ هو مزارع الكروم أمريكي، ولد في 10 أبريل 1927 في إلميرا في الولايات المتحدة، وتوفي في 26 يونيو 2010 في لودي في الولايات المتحدة.